# Tierarzt

Das in Deutschland übliche Zeichen einer Tierarztpraxis zeigt den Äskulapstab mit einem V für Veterinär

Ein Tierarzt, Tiermediziner, Veterinär (von französisch vétérinaire; aus lateinisch veterinarius = „zum Zugvieh gehörig“), Veterinärmediziner oder Veterinärarzt ist ein Hochschulabsolvent der Tiermedizin (Veterinärmedizin, Tierheilkunde). Dieses Studium qualifiziert unter anderem zur medizinischen Betreuung und Behandlung von Tieren.
In den meisten Ländern ist die Berufsbezeichnung geschützt und die Berufsausübung bedarf einer staatlichen Erlaubnis (Approbation). Neben der kurativen Tätigkeit in einer Tierarztpraxis oder Tierklinik sind Tierärzte auch im Veterinärwesen, in der Forschung und in der Industrie (vor allem in der Pharmaindustrie) tätig.

## Tätigkeit

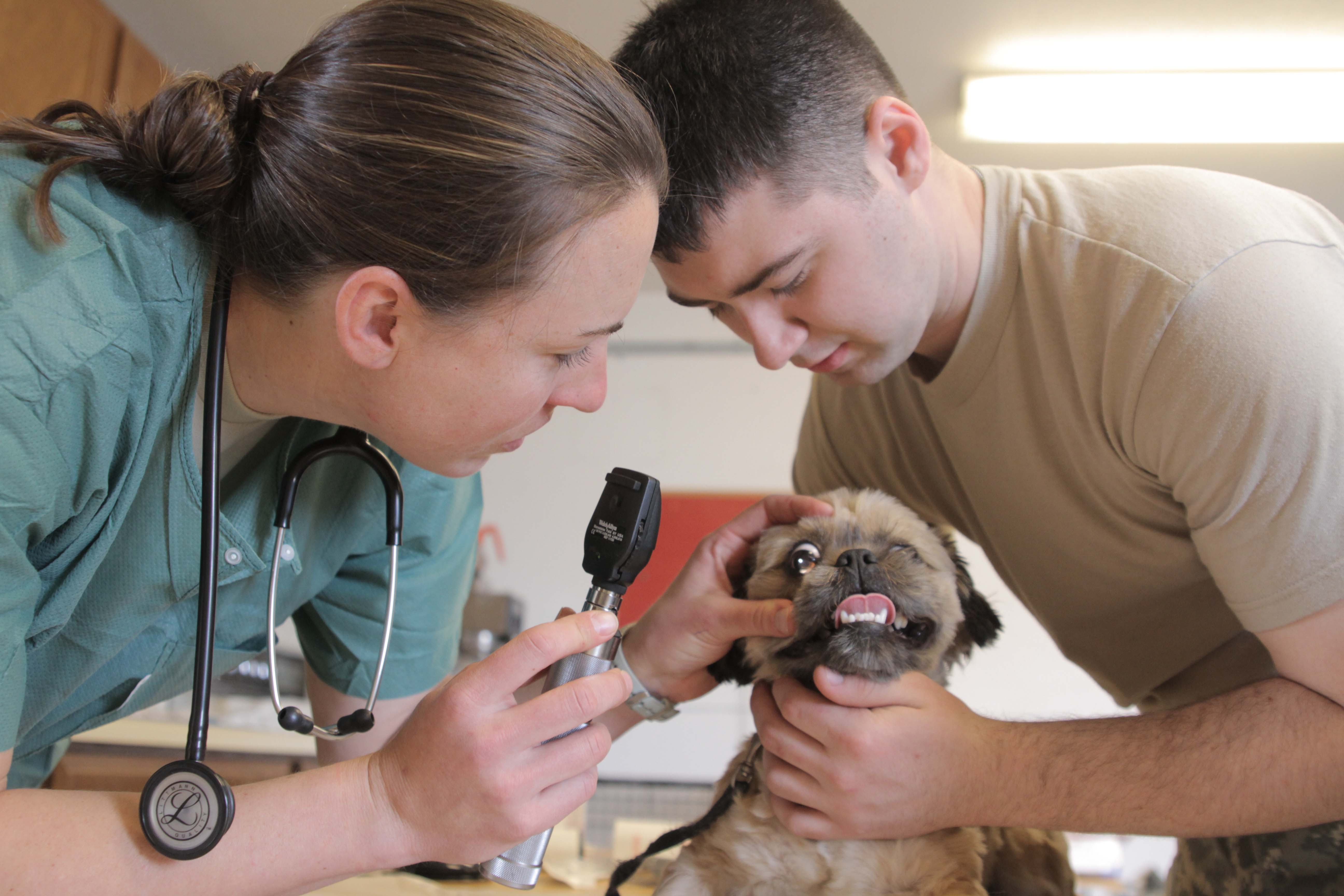
Eine Tierärztin untersucht einen Hundewelpen

### Praxis und Klinik
Die meisten Tierärzte sind als niedergelassene oder angestellte Tierärzte in einer Tierarztpraxis oder Tierklinik tätig (praktischer Tierarzt oder praktizierender Tierarzt). Das Tätigkeitsspektrum wird dabei vor allem von der Art der zu behandelnden Tiere bestimmt: Werden im Bereich der Landwirtschaft vor allem Nutztiere versorgt (Großtierpraxis), so betreuen Kleintierpraxen im städtischen Bereich überwiegend Heim- und Haustiere sowie Vögel. Fische nehmen, neben exotischen Kleintieren, schon ausbildungsbedingt einen geringeren Stellenwert in der tierärztlichen Versorgung ein (Ritter, 2007). Andere Praxen spezialisieren sich z. B. auf Chirurgie, Labordiagnostik, Pathologie oder Tiergärten.
In den 2000er Jahren zeichnete sich im Bereich der Kleintier- und Pferdemedizin eine weitere Spezialisierung ab. Der Anteil an Tierkliniken stieg stetig. Moderne diagnostische Verfahren wie MRT, CT und Doppler-Sonografie haben sich in den letzten zehn Jahren vor 2004 auch hier etabliert.
Das Führen einer tierärztlichen Hausapotheke leitet sich in Deutschland aus dem Dispensierrecht für praktizierende Tierärzte ab.
Tierärzte erheben für ihre Leistungen Honorare von den Tierbesitzern; in Deutschland sind in der Gebührenordnung für Tierärzte (GOT) Mindestsätze festgelegt. Zuletzt wurden die Gebühren am 22. November 2022 angehoben. Eine schwere Erkrankung des Tieres kann daher eine erhebliche finanzielle Belastung darstellen, für die entsprechende Versicherungen abgeschlossen werden können.
Das Suizidrisiko ist bei Tierärzten so hoch wie in keinem anderen Beruf. Die Wahrscheinlichkeit für einen Suizid ist im Vergleich zur Normalbevölkerung bis siebenfach erhöht.

### Sonstige Tätigkeiten
Neben der Tätigkeit als niedergelassene Tierärzte arbeiten Tierärzte auch in der Veterinärverwaltung (Kontrolle von Lebensmitteln, Tierseuchenbekämpfung, Tierschutz usw., siehe auch Amtstierarzt) sowie in der Forschung, Lehre und Industrie.
2011 waren etwa 5 Prozent aller Tierärzte in der Industrie beschäftigt, davon 80 Prozent in der pharmazeutischen Industrie.

## Ausbildung

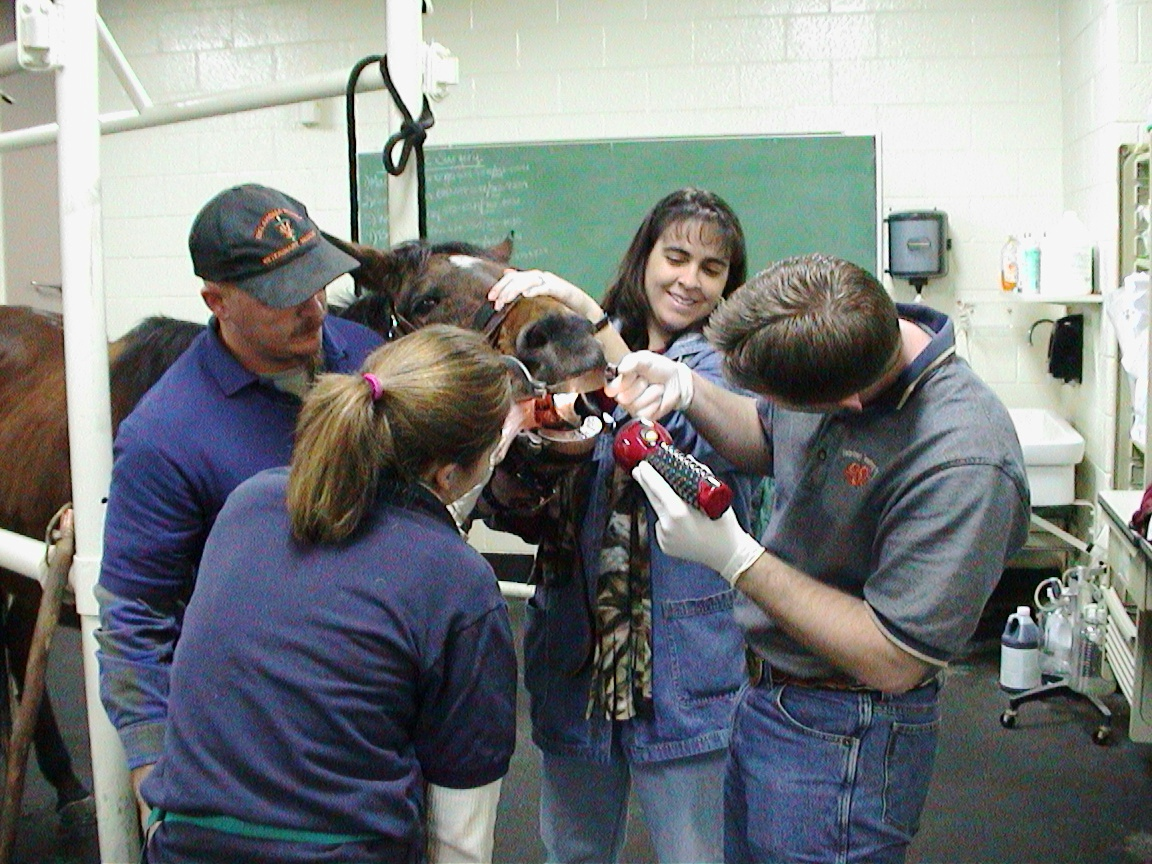
Tiermedizinstudenten bei praktischen Übungen zur Pferdezahnheilkunde

Die Ausbildung zum Tierarzt ist in den meisten Ländern der Welt ein Hochschulstudium. In Deutschland, Österreich und der Schweiz berechtigt der Hochschulabschluss zur Führung der Berufsbezeichnung Tierarzt und zur Erlangung einer staatlichen Erlaubnis zur Berufsausübung (Approbation). In den USA ist der Berufsabschluss der Doctor of Veterinary Medicine (DVM), während in Großbritannien, Irland und Indien ein Bachelor erlangt wird.
Nach Abschluss des Hochschulstudiums kann durch Erstellung einer wissenschaftlichen Arbeit (Dissertation) der Titel Doctor medicinae veterinariae (Dr. med. vet.) erworben werden. Wie in der Humanmedizin besteht die Möglichkeit, schon während des Studiums an der Dissertation zu arbeiten.
Postgradual besteht die Pflicht zur tierärztlichen Weiterbildung und die Möglichkeit der Qualifikation zum Fachtierarzt. International gibt es postgraduale Weiterbildungsgänge zum Diplomate of the European College bzw. Diplomate of the American College.
„DVM“ steht in Deutschland für „Diplom Veterinärmediziner“ und wurde in der DDR nach der Hochschulreform in den siebziger Jahren des zwanzigsten Jahrhunderts vergeben. Ziel dieser Hochschulreform war unter anderem das Gleichstellen medizinischer Abschlüsse mit den technischen Abschlüssen. Während bei technischen Abschlüssen eines Hochschul- oder Universitätsstudiums ein Ingenieurtitel und nach dem Schreiben einer wissenschaftlichen Abschlussarbeit ein Diplom dazu vergeben wurde, war der Abschluss eines Medizinstudiums mit wissenschaftlicher Abschlussarbeit mit der Vergabe des Doktorgrads verbunden. Damit war „Doktor“ eine Berufsbezeichnung, kein akademischer Grad. Für einen Doktorgrad in anderen Fachrichtungen mussten erst eine zweite wissenschaftliche Arbeit und etliche Fachveröffentlichungen nachgewiesen werden. Dieser Sonderstatus der Medizin- und Veterinärmedizinausbildung sollte aufgehoben werden. Nach der Hochschulreform und bis 1989 schloss also der Student der Medizin und Veterinärmedizin sein Studium mit dem Titel „Arzt“ oder „Tierarzt“ ab, und wenn er eine wissenschaftliche Arbeit zum Abschluss gebracht hatte, wurde ihm ein Diplom verliehen und er war „Diplom Veterinärmediziner“. Deshalb taucht diese Bezeichnung nur bei den Praxisschildern einer bestimmten Altersgruppe auf. Für den Titel „Dr.“ war eine zweite wissenschaftliche Arbeit nötig, die unter Praxisbedingungen meist schwer zu schaffen war.

## Tierärzte in Deutschland
Der Beruf des Tierarztes ist in Deutschland ein klassischer Kammerberuf.

### Berufsordnung
Das Wesen des tierärztlichen Berufs ist in der Berufsordnung für Tierärzte festgelegt:

„Der Tierarzt ist berufen, Leiden und Krankheiten der Tiere zu verhüten, zu lindern und zu heilen, zur Erhaltung und Entwicklung eines leistungsfähigen Tierbestandes beizutragen, den Menschen vor Gefahren und Schädigungen durch Tierkrankheiten sowie durch Lebensmittel und Erzeugnisse tierischer Herkunft zu schützen und auf eine Steigerung der Güte von Lebensmitteln tierischer Herkunft hinzuwirken. Der tierärztliche Beruf ist kein Gewerbe; er ist seiner Natur nach ein freier Beruf.“

### Organisation
Jeder Tierarzt ist Mitglied einer Tierärztekammer, einer berufsständischen Körperschaft des öffentlichen Rechts. Die Tierärztekammern ordnen die Belange der Tierärzte im Beruf und ihre Ausbildungsfragen. Die Tierärztekammern sind in der Bundestierärztekammer zusammengeschlossen.
Tierärzte erwerben ihre Rentenansprüche in der Regel als Mitglied eines berufsständischen Versorgungswerks.

### Statistik
Laut der im Auftrag der Bundestierärztekammer erstellten Statistik waren am 31. Dezember 2023 in Deutschland 45.163 Tierärzte bei den Tierärztekammern gemeldet (Frauenanteil 65,7 %). 33.845 von ihnen waren tierärztlich tätig (Frauenanteil 70,9 %). Insgesamt 11.318 waren nicht bzw. nicht mehr tierärztlich tätig. Abzüglich der hier mit eingerechneten Doktoranden und Ruheständler waren 612 arbeitslos (abnehmende Tendenz), 1.568 übten den Beruf nicht aus und 1.159 gingen einer berufsfremden Tätigkeit nach. Das tierärztliche Studium ist nach wie vor attraktiv. An den veterinärmedizinischen Bildungsstätten waren im Wintersemester 2023/2024 6.418 Studenten immatrikuliert (Frauenanteil 92,9 %). Im Jahr 2023 legten 872 Studenten die Staatsprüfungen in der Fachrichtung Veterinärmedizin in Deutschland ab. Die Zahl der Tierärzte nimmt dabei stetig zu, zwischen 2002 und 2023 von 32.100 auf 45.200. Die Altersstruktur ist ausgeglichen und nur etwa 15 % der Tierärzte sind im Ruhestand (über alle Berufe beträgt ihr Anteil 25 %). Allerdings streben immer mehr Absolventen eine Angestelltentätigkeit an, so dass die Zahl der selbstständigen Tierärzte immer mehr abnimmt und es deshalb für die Baby-Boomer schwierig werden könnte, einen Praxisnachfolger zu finden. Etwa 75 % der praktizierenden Tierärzte sind in einer Ein-Mann-Praxis tätig, dieser Anteil bleibt, trotz der zunehmenden Übernahme von großen Praxen durch Investoren, annähernd konstant.
Laut einer Studie, an der 15 Prozent der Tierärzte in Deutschland teilnahmen, leiden Angehörige der Berufsgruppen vier- bis sechsmal häufiger unter psychischen Belastungserscheinungen als der Bevölkerungsdurchschnitt. Demnach plagten 2016 jeden fünften Tierarzt Suizidgedanken, gut ein Viertel aller Tierärzte wies „klinisch auffällige Depressivitätswerte“ auf. Als Gründe nennen die Studienautoren unter anderem Leistungsdruck, hohe Auslastung und ethische Konflikte.

### Einkommen
Den Tierärzten stehen für ihre Berufstätigkeit Vergütungen (Gebühren, Entschädigungen, Barauslagen sowie Entgelte für Arzneimittel und Verbrauchsmaterialien) zu. Die Gebühren für Leistungen sind in der Gebührenordnung für Tierärzte, insbesondere in der Anlage des Gebührenverzeichnisses zu (§ 1 Abs. 1 GOT), geregelt. Die tierärztlichen Leistungen sind, anders als Heilbehandlungen im Bereich der Humanmedizin, nicht von der Umsatzsteuer befreit (§ 1 Abs. 2 GOT, § 4 Nr. 14 lit. a UStG).
Nach dem Bericht des Statistischen Bundesamtes, über die Kostenstruktur bei Tierarztpraxen aus dem Jahr 2010, lag der durchschnittliche Reinertrag (Gesamteinnahmen abzüglich der Kosten) je niedergelassenem Praxisinhaber im Jahr 2007 bei 72.000 Euro:
| Art der Tierarztpraxen                       | Durchschnittlicher jährlicher Reinertrag je Praxisinhaber 2007 (auf Tsd. EUR gerundet) |
| -------------------------------------------- | -------------------------------------------------------------------------------------- |
| Tierarztpraxen insgesamt                     | 72.000 Euro                                                                            |
| Einzelpraxen                                 | 58.000 Euro                                                                            |
| davon: Einzelpraxen für Kleintiere           | 45.000 Euro                                                                            |
| davon: Einzelpraxen für Großtiere            | 83.000 Euro                                                                            |
| davon: Einzelpraxen für Klein- und Großtiere | 68.000 Euro                                                                            |

## Geschichte
Als erster Tierheilkundler gilt der indische Gelehrte Shalihotra (2350 v. Chr.). Sein Werk Shalihotra Samhita beschrieb Anatomie, Physiologie und Erkrankungen und ihre Behandlung bei Pferden und Elefanten. Erste Berichte zu Tierkrankheiten verfassten in Europa die altgriechischen Gelehrten Hippokrates und Aristoteles im 5. und 4. Jahrhundert v. Chr. Insbesondere die Betreuung der Pferde der Kavallerie und die in Europa grassierende Rinderpest führten dazu, dass im 18. Jahrhundert der Tierarzt als akademischer Beruf etabliert wurde. So wurde 1761 die erste tierärztliche Ausbildungsstätte in Lyon errichtet, 1766 kamen die in Maisons-Alfort und Wien dazu. 1771 wurde auf Betreiben von Johann Erxleben mit dem Tierärztliches Institut der Georg-August-Universität Göttingen die erste tierärztliche Ausbildungsstätte in Deutschland gegründet. 1907 wurde in Baden die erste Tierärztekammer gebildet.
Die generelle Erlaubnis zum Studium der Tiermedizin für Frauen wurde am 12. Juni 1913 durch den Bundesrat erteilt. Die erste Frau, die das Tiermedizinstudium in Deutschland abschloss, war Maria Möller. Sie legte bereits 1821 ihr tierärztliches Examen in Marburg ab, die Ausübung des Berufes wurde ihr jedoch verboten. Die Finnin Agnes Sjöberg absolvierte 1915 das Staatsexamen an der Tierärztlichen Hochschule Dresden und promovierte dort 1918. Allerdings erhielt sie keine Approbation in Deutschland. Deshalb gilt Ruth Eber (1899–1973) als erste deutsche Tierärztin. Sie legte 1924 an der Veterinärmedizinischen Fakultät der Universität Leipzig das Staatsexamen ab und erhielt auch die Approbation. Dennoch blieb der Tierarztberuf zunächst eine Männerdomäne, 1968 waren nur 5 % der berufstätigen Tierärzte Frauen. Mitte der 1980er Jahre war das Geschlechterverhältnis ausgeglichen, gegenwärtig (2023) sind bereits 70 % der berufstätigen Tierärzte Frauen. An der Ludwig-Maximilians-Universität München habilitierte sich mit Irmgard Gylstorff 1952 die erste Frau auf dem Gebiet der Tiermedizin. Sie wurde 1958 auch die erste tiermedizinische Professorin.